# Herbert Mensching
Herbert Mensching (* 11. Januar 1928 in Hannover, Niedersachsen; † 28. September 1981 in Hamburg) war ein deutscher Schauspieler und Synchronsprecher.

## Leben
Herbert Mensching ließ sich in Hannover zum Schauspieler ausbilden und erhielt sein erstes Engagement an der dortigen Landesbühne. Weitere Stationen seines Wirkens waren das Theater Schleswig, das Theater Baden-Baden, das Theater Augsburg, Köln und das Kleine Theater im Zoo in Frankfurt am Main.
Von 1959 bis 1965 wirkte er am Schauspiel Frankfurt, ab 1965 gehörte er zum Bayerischen Staatsschauspiel in München, wo er unter anderem 1971 den Zettel in Shakespeares Ein Sommernachtstraum verkörperte. Dazu kamen Gastauftritte, besonders am Deutschen Schauspielhaus in Hamburg. Hier war er 1976 als Robespierre in Dantons Tod und 1979 in der Titelrolle von Der eingebildete Kranke zu sehen. Er spielte auch in einigen Filmen und vielen Fernsehproduktionen mit.
Herbert Mensching starb im Alter von 53 Jahren und ruht im Familiengrab auf dem Alten Friedhof von Niendorf.

## Filmografie
- 1954: Ein Bild fürs Leben
- 1962: Woyzeck
- 1966: Der Mann, der sich Abel nannte
- 1966: Das ganz große Ding
- 1967: Der Werbeoffizier (ZDF)
- 1968: Professor Columbus
- 1968: Der Mann, der keinen Mord beging – Miniserie
- 1969: Alarm
- 1970: Mord im Pfarrhaus
- 1970: Dem Täter auf der Spur – Schlagzeile: Mord
- 1971: Der Herr Schmidt – Ein deutsches Spektakel mit Polizei und Musik
- 1971: Der Kommissar – Besuch bei Alberti (Folge 30)
- 1972: Der Stoff aus dem die Träume sind
- 1972: Gran Canaria
- 1972: Sonderdezernat K1 – Vorsicht Schutzengel
- 1973: Der Fußgänger
- 1973: Tatort – Ein ganz gewöhnlicher Mord
- 1973: Der Kommissar – Tod eines Hippiemädchens (Folge 56)
- 1974: Tatort – Nachtfrost
- 1975: Derrick – Hoffmanns Höllenfahrt
- 1976: Alle Jahre wieder – Die Familie Semmeling
- 1976: Als wär’s ein Stück von mir. Aus dem Leben des Carl Zuckmayer
- 1977: Sonderdezernat K1 – Der Blumenmörder
- 1978: Derrick – Der Fotograf
- 1978: Mittags auf dem Roten Platz
- 1979: Derrick – Der L-Faktor
- 1979–1980: Spaß beiseite, Herbert kommt! (Fernsehserie)

## Hörspiele (Auswahl)
- 1961: John Whiting: Die Treppe – Regie: Heinz-Otto Müller (Hessischer Rundfunk)
- 1961: Philip Levene: Der Augenzeuge – Regie: Heinz-Otto Müller (Hessischer Rundfunk)
- 1967: Eduard von Keyserling: Abendliche Häuser – Regie: Fritz Schröder-Jahn (Hörspiel – BR)
- 1969: Dylan Thomas: Unter dem Milchwald – Regie: Raoul Wolfgang Schnell (Original-Hörspiel – BR/WDR)